# タブー・チューズデイ
タブー・チューズデイ(Taboo Tuesday)は、アメリカのプロレス団体WWEの主催していたプロレス興行。およびそれを扱ったPPV。2004年から新設されたPPV大会で、試合形式、敗者への罰をファンがインターネット投票で決めるということ、さらに通常は日曜日に開催されるPPV大会を火曜日に開催するということが大きな特徴であった。インターネットでの事前投票は興行開催日の前日まで行われた。2006年からこの大会とほぼ同じ形式のサイバー・サンデーが開催され、タブー・チューズデイは消滅した。ファン投票の大会形式は同じだが、開催日時を火曜日から日曜日にすることが唯一の変更点である。理由としてはこれまでのタブー・チューズデイの2大会が平日の火曜日に開催されたことで観客動員等の業績が思わしくなかったためである。

## 試合結果

### 第1回大会（2004年）WWE RAW's Taboo Tuesday 2004
- 開催日 : 10月19日
- 開催場所 : ウィスコンシン州ミルウォーキー・ブラッドリー・センター
- 観客動員数 : 3,500人

- ダーク・マッチ -Dark Match-

○サージェント・スローター vs モハメド・ハッサン（w / デバリ）●
- WWEインターコンチネンタル選手権試合 -WWE Intercontinental Championship-

●クリス・ジェリコ(c) vs シェルトン・ベンジャミン○
ファンはRAWのメンバーの中から1人挑戦者を決める。
| 人気順 | スーパースター           | 得票率  |
| 1      | シェルトン・ベンジャミン | 37.48％ |
| 2      | バティスタ               | 20.11％ |
| 3      | ジョナサン・コーチマン   | 7.01％  |
| 4      | クリスチャン             | 6.69％  |
| 5      | ライノ                   | 5.77％  |
| 6      | メイヴェン               | 4.23％  |
| 7      | ウィリアム・リーガル     | 3.81％  |
| 8      | ザ・ハリケーン           | 3.77％  |
| 9      | タイソン・トムコ         | 2.49％  |
| 10     | タジリ                   | 2.36％  |
| 11     | スティーブン・リチャーズ | 2.24％  |
| 12     | バル・ビーナス           | 1.69％  |
| 13     | ロージー                 | 1.10％  |
| 14     | チャック・パルンボ       | 0.68％  |
| 15     | ロドニー・マック         | 0.58％  |

- フルフィル・ユア・ファンタジー・バトルロイヤル形式WWE女子選手権試合 -Fulfill Your Fantasy Battle Royal for the WWE Women's Championship-

○トリッシュ・ストラタス(c) vs ステイシー・キーブラー vs ビクトリア vs ゲイル・キム vs ジャズ vs ニディア vs モーリー・ホーリー●
ファンは『スクール・ガール』『フレンチ・メイド』『ナース』の中から1つ試合の衣装を決める。
| 人気順 | 衣装             | 得票率  |
| 1      | スクール・ガール | 53.10％ |
| 2      | フレンチ・メイド | 30.03％ |
| 3      | ナース           | 16.87％ |

| 退場順 | スーパースター         | 退場させたスーパースター                   |
| 1      | ニディア               | ジャズ                                     |
| 2      | ジャズ                 | ビクトリア                                 |
| 3      | ゲイル・キム           | ビクトリア                                 |
| 4      | ビクトリア             | トリッシュ・ストラタス＆モーリー・ホーリー |
| 5      | ステイシー・キーブラー | モーリー・ホーリー                         |
| 6      | モーリー・ホーリー     | トリッシュ・ストラタス                     |
| 勝者   | トリッシュ・ストラタス |                                            |

- スティール・チェーン・マッチ -Steel Chain Match-（チェーン・デスマッチ）

○ジーン・スニツキー vs ケイン（w / リタ）●
ファンは『チェーン』『パイプ椅子』『鉄パイプ』の中から1つ試合の公認凶器を決める。
| 人気順 | 公認凶器   | 得票率  |
| 1      | チェーン   | 40.84％ |
| 2      | パイプ椅子 | 29.93％ |
| 3      | 鉄パイプ   | 29.24％ |

- ○ユージン vs エリック・ビショフ●

ファンは『敗者は勝者に髪を剃られる』『敗者は女装する』『敗者は勝者の召使になる』の中から1つ罰ゲームを決める。
| 人気順 | 罰ゲーム                 | 得票率  |
| 1      | 敗者は勝者に髪を剃られる | 58.73％ |
| 2      | 敗者は女装する           | 20.77％ |
| 3      | 敗者は勝者の召使になる   | 20.50％ |

- 世界タッグ選手権試合 -World Tag Team Championship-

●ラ・レジスタンス（シルヴァン・グラニエ＆ロブ・コンウェイ）(c) vs クリス・ベノワ＆エッジ○
ファンが投票した世界ヘビー級選手権試合挑戦者候補から漏れた2人がタッグで挑戦する。
- ランジェリー・ピロー・マッチ -Lingerie Pillow Match-

○クリスティ・ヘミー vs カーメラ●
ファンは『ランジェリー・ピロー・マッチ』『イブニング・ガウン・マッチ』『エアロビクス・チャレンジ』の中から1つ試合形式を決める。
| 人気順 | 試合形式                   | 得票率  |
| 1      | ランジェリー・ピロー戦     | 56.48％ |
| 2      | イブニング・ガウン戦       | 33.22％ |
| 3      | エアロビクス・チャレンジ戦 | 10.30％ |

- 世界ヘビー級選手権試合 -World Heavyweight Championship-

○トリプルH(c) vs ショーン・マイケルズ●
ファンは『ショーン・マイケルズ』『クリス・ベノワ』『エッジ』の中から1人挑戦者を決める。
| 人気順 | スーパースター       | 得票率  |
| 1      | ショーン・マイケルズ | 38.72％ |
| 2      | エッジ               | 33.42％ |
| 3      | クリス・ベノワ       | 27.86％ |

- スティール・ケージ・マッチ -Steel Cage Match-

○ランディ・オートン vs リック・フレアー●
ファンは『スティール・ケージ・マッチ』『サブミッション・マッチ』『エニウェア・フォール・マッチ』の中から1つ試合形式を決める。
| 人気順 | 試合形式                     | 得票率 |
| 1      | スティール・ケージ・マッチ   | 68％   |
| 2      | エニウェア・フォール・マッチ | 20％   |
| 3      | サブミッション・マッチ       | 12％   |

### 第2回大会（2005年）WWE RAW's Taboo Tuesday 2005
- 開催日 : 11月1日
- 開催場所 : アメリカカリフォルニア州サンディエゴのiPayOne Center
- 観客動員数 : 6,000人
- 公式大会曲 :Korn-Twisted Transistor

- サンデー・ナイト・ヒート・マッチ -Sunday Night Heat Match-

○カーウィン・ホワイト&マット・ストライカー vs シェルトン・ベンジャミン&バル・ビーナス●
- インタープロモーショナル・マッチ -Interpromotional Match-

○マット・ハーディー＆レイ・ミステリオ（SmackDown!） vs クリス・マスターズ＆ジーン・スニツキー（RAW）●
ファンは『マット・ハーディー』『レイ・ミステリオ』『JBL』『クリスチャン』『ハードコア・ホーリー』の中から2人マスターズ＆スニツキーの相手を決める。
（本来はエッジ＆クリス・マスターズの予定だったがエッジ対戦拒否のため代役としてスニツキーが出場した）
| 人気順 | スーパースター       | 得票率 |
| 1      | マット・ハーディー   | 31％   |
| 2      | レイ・ミステリオ     | 29％   |
| 3      | JBL                  | 17％   |
| 4      | クリスチャン         | 13％   |
| 5      | ハードコア・ホーリー | 10％   |

- ○ユージン＆ジミー・スヌーカ vs ロブ・コンウェイ＆タイソン・トムコ●

ファンは『ジミー・スヌーカ』『ジム・ドゥガン』『カマラ』の中から1人ユージンのパートナーになるレジェンドを決める。
| 人気順 | レジェンド       | 得票率 |
| 1      | ジミー・スヌーカ | 43％   |
| 2      | ジム・ドゥガン   | 40％   |
| 3      | カマラ           | 17％   |

- ○マンカインド vs カリート●

ファンは『マンカインド』『カクタス・ジャック』『デュード・ラブ』の中から1つミックのキャラクターを決める。
| 人気順 | キャラクター       | 得票率 |
| 1      | マンカインド       | 52％   |
| 2      | カクタス・ジャック | 35％   |
| 3      | デュード・ラブ     | 13％   |

- 世界タッグ王座戦 -World Tag Team Championship-

●ランス・ケイド＆トレバー・マードック(c) vs ビッグ・ショー＆ケイン○
ファンが投票したWWE王座戦挑戦者候補から漏れた2人がタッグで挑戦する。
- ストリート・ファイト・マッチ -Street Fight Match-

○バティスタ vs ジョナサン・コーチマン（w / ベイダー＆ゴールダスト）●
ファンは『ストリート・ファイト・マッチ』『討論』『腕相撲』の中から1つ試合形式を決める。
| 人気順 | 試合形式                     | 得票率 |
| 1      | ストリート・ファイト・マッチ | 91％   |
| 2      | 討論                         | 6％    |
| 3      | 腕相撲                       | 3％    |

- フルフィル・ユア・ファンタジー・バトルロイヤル形式WWE女子王座戦 -Fulfill Your Fantasy Battle Royal for the WWE Women's Championship-

○トリッシュ・ストラタス(c) vs ミッキー・ジェームス vs アシュリー vs キャンディス・ミシェル vs マリア vs ビクトリア●
ファンは『ランジェリー』『レザー＆レース』『チアリーダー』の中から1つ試合の衣装を決める。
| 人気順 | 衣装           | 得票率 |
| 1      | ランジェリー   | 43％   |
| 2      | レザー＆レース | 32％   |
| 3      | チアリーダー   | 25％   |

| 退場順 | スーパースター                   | 退場させたスーパースター                     |
| 1      | マリア                           | トリッシュ・ストラタス＆ミッキー・ジェームス |
| 2      | キャンディス・ミシェル           | アシュリー                                   |
| 3      | アシュリー                       | ビクトリア                                   |
| 4      | ビクトリア＆ミッキー・ジェームス | 同時落下                                     |
| 勝者   | トリッシュ・ストラタス           |                                              |

- スティール・ケージ・マッチ形式WWEインターコンチネンタル王座戦 -Steel Cage Match for the WWE Intercontinental Championship-

○リック・フレアー(c) vs トリプルH●
ファンは『スティール・ケージ・マッチ』『サブミッション・マッチ』『レギュラー・マッチ』の中から1つ試合形式を決める。
| 人気順 | 試合形式                   | 得票率 |
| 1      | スティール・ケージ・マッチ | 83％   |
| 2      | サブミッション・マッチ     | 13％   |
| 3      | レギュラー・マッチ         | 4％    |

- トリプルスレット形式WWE王座戦 -Triple Threat Match for the WWE Championship-

○ジョン・シナ(c) vs カート・アングル vs ショーン・マイケルズ●
ファンは『ショーン・マイケルズ』『ケイン』『ビッグ・ショー』の中から1人挑戦者を決める。
| 人気順 | スーパースター       | 得票率 |
| 1      | ショーン・マイケルズ | 46％   |
| 2      | ケイン               | 38％   |
| 3      | ビッグ・ショー       | 16％   |